# Paraeuchaeta wilsoni
Paraeuchaeta wilsoni is een eenoogkreeftjessoort uit de familie van de Euchaetidae. De wetenschappelijke naam van de soort is voor het eerst geldig gepubliceerd in 1934 door Jespersen.